# Sommer-Paralympics 2016/Rollstuhlrugby
Bei den Sommer-Paralympics 2016 in Rio de Janeiro wurden in insgesamt ein Wettbewerb im Rollstuhlrugby Medaillen vergeben. Die Entscheidung fiel am 18. September 2016 in der Rio Olympic Arena.

## Klassifizierung
In jedem Spiel treten zwei Mannschaften mit jeweils vier Feldspielern und acht Auswechselspielern an. Alle Spieler sind Quadriplegiker und besitzen Behinderungen in drei oder vier ihrer Extremitäten. Jeder Spieler besitzt eine bestimmte Anzahl an Punkten, die seine Bewegungsfreiheit im Rollstuhl und damit den Grad seiner Behinderung ausdrückt. Die Klassifizierung in 0,5 großen Schritten reicht von 0,5 (stärkste Beeinträchtigung) bis 3,5 (schwächste Beeinträchtigung). Die Gesamtpunktzahl aller fünf Spieler einer Mannschaft auf dem Feld darf acht Punkte nicht überschreiten. Gespielt werden vier Viertel von je acht Minuten. Bei Gleichstand folgt eine dreiminütige Verlängerung.

## Qualifizierte Teams
Rollstuhlrugby wird als Mixedturnier gespielt, daher gibt es nur einen Wettbewerb.
| Art der Qualifikation                          | Datum                         | Ort                  | Starterplätze | Qualifizierte Teams             |
| ---------------------------------------------- | ----------------------------- | -------------------- | ------------- | ------------------------------- |
| Ausrichter                                     | 2. Oktober 2009               | Kopenhagen, Dänemark | 1             | Brasilien                       |
| 2014 IWRF Wheelchair Rugby World Championships | 21.–26. September 2014        | Odense, Dänemark     | 1             | Australien                      |
| 2015 Parapan American Games                    | 8.–14. August 2014            | Toronto, Kanada      | 1             | Kanada                          |
| 2015 IWRF European Division A Championship     | 13.–20. September 2015        | Nastola, Finnland    | 2             | Vereinigtes Königreich Schweden |
| 2015 IWRF Asia-Oceania Championship            | 29. Oktober.–1. November 2015 | Chiba, Japan         | 1             | Japan                           |
| IWRF Wheelchair Rugby Olympic Qualifier        | 21. April 2016                | Paris, Frankreich    | 2             | Frankreich Vereinigte Staaten   |
| Total                                          |                               |                      | 8             |                                 |

## Modus
Die 8 Teams wurden in zwei Gruppen aufgeteilt, wo jeder einmal gegen jeden anzutreten hatte. Die Erst- und Zweitplatzierten zogen nach der Gruppenphase ins Halbfinale ein, wobei der Erstplatzierte der Gruppe A auf den Zweiten der Gruppe B traf und der Zweite der Gruppe A gegen den Ersten der Gruppe B spielte. Anders als noch 2012 wurde diesmal keine Klassifizierungsrunde ausgespielt – die beiden Gruppen-Dritten spielten direkt um Platz 5, die -Vierten um Platz 7.

## Medaillengewinner
| Platz | Land               | Sportler |
| ----- | ------------------ | --- |
| 1     | Australien         | Ryley Batt, Ryan Scott, Andrew Edmondson, Andrew Harrison, Nazim Erdem, Joshua Hose, Jason Lees, Ben Fawcett, Chris Bond, Cameron Carr, Matt Lewis, Jayden Warn                                    |
| 2     | Vereinigte Staaten | Chuck Aoki, Jeff Butler, Chad Cohn, Josh Brewer, Chuck Melton, Adam Scaturro, Jason Regier, Eric Newby, Josh Wheeler, Seth McBride, Lee Fredette, Kory Puderbaugh                                  |
| 3     | Japan              | Hidefumi Wakayama, Daisuke Ikezaki, Tomoaki Imai, Yukinobu Ike, Masayuki Haga, Kazuhiko Kanno, Shin Nakazato, Shinichi Shimakawa, Takeshi Shoji, Kotaro Kishi, Takahisa Yamaguchi, Seiya Norimatsu |

## Ergebnisse

### Gruppe A
| Rang | Land                   | S | G | V | Punkte  | Diff. | Qualif.          |
| ---- | ---------------------- | - | - | - | ------- | ----- | ---------------- |
| 1    | Australien             | 3 | 3 | - | 188:158 | +30   | Halbfinale       |
| 2    | Kanada                 | 3 | 2 | 1 | 174:160 | +14   | Halbfinale       |
| 3    | Vereinigtes Königreich | 3 | 1 | 2 | 152:135 | +17   | Spiel um Platz 5 |
| 4    | Brasilien              | 3 | - | 3 | 125:186 | −61   | Spiel um Platz 7 |

### Gruppe B
| Rang | Land               | S | G | V | Punkte  | Diff. | Qualif.          |
| ---- | ------------------ | - | - | - | ------- | ----- | ---------------- |
| 1    | Vereinigte Staaten | 3 | 3 | - | 162:142 | +20   | Halbfinale       |
| 2    | Japan              | 3 | 2 | 1 | 163:155 | +8    | Halbfinale       |
| 3    | Schweden           | 3 | 1 | 2 | 145:151 | −6    | Spiel um Platz 5 |
| 4    | Frankreich         | 3 | - | 3 | 141:163 | −22   | Spiel um Platz 7 |

## Finalrunde

### Erster bis vierter Platz
|  | Halbfinale          | Halbfinale         |                    |    | Finale             | Finale             |
|  |                     |                    |                    |    |                    |                    |
|  | Australien          | 63                 |                    |    |                    |                    |
|  | Japan               | 57                 |                    |    |                    |                    |
|  | 17. September 2016  |                    |                    |    |                    |                    |
|  |                     |                    | 18. September 2016 |    |                    |                    |
|  | Australien          | 59                 |                    |    |                    |                    |
|  |                     | Vereinigte Staaten | 58                 |    |                    |                    |
|  |                     |                    |                    |    |                    |                    |
|  | Spiel um Platz drei |                    |                    |    |                    |                    |
|  | 17. September 2016  | 17. September 2016 | Japan              | 52 |                    |                    |
|  | Vereinigte Staaten  | 60                 | Kanada             | 50 |                    |                    |
|  | Kanada              | 55                 |                    |    | 18. September 2016 | 18. September 2016 |

### Fünfter bis achter Platz
|  | Klassifizierungsrunde  | Klassifizierungsrunde |                    |    | Spiel um Platz fünf | Spiel um Platz fünf |
|  |                        |                       |                    |    |                     |                     |
|  |                        |                       |                    |    |                     |                     |
|  |                        |                       |                    |    |                     |                     |
|  |                        |                       |                    |    |                     |                     |
|  |                        |                       | 18. September 2016 |    |                     |                     |
|  | Vereinigtes Königreich | 56                    |                    |    |                     |                     |
|  |                        | Schweden              | 42                 |    |                     |                     |
|  |                        |                       |                    |    |                     |                     |
|  | Spiel um Platz sieben  |                       |                    |    |                     |                     |
|  |                        |                       | Brasilien          | 54 |                     |                     |
|  |                        |                       | Frankreich         | 59 |                     |                     |
|  |                        |                       |                    |    | 17. September 2016  |                     |

## Medaillenspiegel
| Medaillenspiegel Rollstuhlrugby | Medaillenspiegel Rollstuhlrugby | Medaillenspiegel Rollstuhlrugby | Medaillenspiegel Rollstuhlrugby | Medaillenspiegel Rollstuhlrugby | Medaillenspiegel Rollstuhlrugby |
| Platz                           | Land                            | Goldmedaille – Olympiasieger    | Silbermedaille – 2. Platz       | Bronzemedaille – 3. Platz       | Gesamt                          |
| ------------------------------- | ------------------------------- | ------------------------------- | ------------------------------- | ------------------------------- | ------------------------------- |
| 01                              | Australien                      | 1                               | –                               | –                               | 1                               |
| 01                              | Vereinigte Staaten              | –                               | 1                               | –                               | 1                               |
| 03                              | Japan                           | –                               | –                               | 1                               | 1                               |